# Einar Karlsson (football)
Pour les articles homonymes, voir Einar Karlsson.
Einar Karlsson, né le 1er août 1909 et mort le 23 octobre 1967, était un footballeur international suédois.

## Carrière
Karlsson joue lors des années 1930 et 1940 pour le Gårda BK. Il joue également en international avec les Suédois et participe à la coupe du monde 1938 avec les Blågult.